# Alphonse Gaudron
Alphonse Gaudron (Alphonse-Paul-Désiré Gaudron), né le 5 mai 1880 à Coudreceau (Eure-et-Loir), mort le 1er août 1967 à Évreux, est un évêque catholique français, évêque d'Évreux de 1930 à 1964, puis évêque titulaire d'Aquae-Albae-en-Maurétanie (de) de 1964 à 1967.

## Biographie

### Prêtre
Il est ordonné prêtre pour le diocèse de Chartres le 29 juin 1904.

### Évêque
Nommé évêque d'Évreux le 2 août 1930 par le pape Pie XI, il est consacré évêque le 15 octobre 1930 par Raoul Harscouët, évêque de Chartres.
Il participa à la première session du concile Vatican II. Il présenta sa démission pour raison de santé au pape Jean XXIII, démission qui fut acceptée par son successeur, le pape Paul VI, le 24 mars 1964. Il fut alors nommé évêque titulaire d'Aquae-Albae-en-Maurétanie (de). Il affronta la maladie et la souffrance jusqu'à son décès le 2 août 1967. Gaudron avait, depuis l'âge de 14 ans, une grande dévotion pour la Vierge Marie, ce que manifeste sa devise « Accepit eam in sua » qui rappelle le texte de l'évangile de Saint Jean (19.27) « À partir de ce moment, le disciple la prit chez lui. ».

## Distinctions
- Chevalier de la Légion d'honneur (6 aout 1955)[2]
- Médaille militaire
- Croix de guerre 1914–1918 (2 citations)

## Œuvre
- Catéchisme national et manuel paroissial publiés pour le diocèse d'Évreux, 1938.